# Abdul Hamid Bassiouny
Abdul Hamid Bassiouny (arab. عبد الحميد بسيوني) (ur. 12 marca 1972 w Kafr asz-Szajch) – egipski piłkarz występujący podczas kariery na pozycji napastnika.

## Kariera klubowa
Karierę piłkarską Bassiouny rozpoczął w klubie Kafr Al-Sheikh FC. W 1997 roku odszedł do stołecznego Zamaleku. Z Zamalekiem zdobył Puchar Egiptu w 1999. Na arenie międzynarodowej zdobył Superpuchar Afryki w 1997 oraz Puchar Zdobywców Pucharów w 2000. W 2003 odszedł do klubu Ismaily SC. Z Ismaily zdobył mistrzostwo Egiptu w 2001. Ostatnim klubem w jego karierze był Haras El-Hodood, w którym występował w latach 2003–2009.

## Kariera reprezentacyjna
W reprezentacji Egiptu Bassiouny zadebiutował w 1999 roku. W tym samym roku został powołany do kadry na Puchar Konfederacji 1999 w Meksyku, gdzie zagrał w dwóch meczach z Boliwią i Arabią Saudyjską. Od 1999 do 2001 roku rozegrał w kadrze narodowej 13 meczów, w których strzelił 3 bramki.